# Kiskeresnye
Kiskeresnye (szlovákul Malé Kršteňany) község Szlovákiában, a Trencséni kerületben, a Simonyi járásban.

## Fekvése
Simonytól 3 km-re északkeletre, a Nyitra jobb partján fekszik.

## Története
A mai község területén már az újkőkorban emberi település állt. A lengyeli kultúra csontvázas temetőjét, a korai bronzkorból a lausitzi kultúra temetőjét, de a hallstatti kultúra és a La Tène-kultúra településének nyomait is megtalálták itt.
1271-ben "Keressnia" néven említik először. 1392-ben "Kerestenen" alakban tűnik fel. Templomát már az 1332-es pápai tizedjegyzék is említi. Kezdetben a nyitrai püspökség birtoka, később a Hunyadi és a Pongrácz családé. Ezután a nyitrai káptalan faluja volt. 1534-től az esztergomi káptalan, 1536-tól a Forgách család, 1601-től a Dóczyak, később a Simon család, a nyitrai káptalan és a nagyszombati szeminárium is birtokos a községben. 1536-ban malma és 6 portája volt. 1601-ben 29 ház állt a településen. 1720-ban 19 volt az adózók száma. 1828-ban 46 házában 305 lakos élt, akik mezőgazdasággal, kosárfonással foglalkoztak.
Vályi András szerint "Kis, és Nagy Krsztyene. Két falu Bars Várm. földes Uraik a’ Budai Prépostság, és a’ Nyitrai Káptalanbéli Uraság, lakosaik katolikusok, fekszenek Oszlányhoz nem meszsze, határbéli földgyeik Dávidújfaluéhoz hasonlítók."
Fényes Elek geográfiai szótárában így ír a településről: "Kis- és Nagy-Krsztenye, 2 tót falu Bars, most A. Nyitra vmegyében, a Nyitra vize mellett: 650 kath. lak., paroch. templommal, kövér rétekkel. Birják a pesti seminarium, a nyitrai káptalan, s mások többen."  Archiválva 2007. szeptember 27-i dátummal a Wayback Machine-ben
A trianoni békeszerződésig Bars vármegye Oszlányi járásához tartozott.

## Népessége
| Év:            | 1994. | 2004.    | 2014.   | 2024.   |
| -------------- | ----- | -------- | ------- | ------- |
| Emberek száma: | 449   | 514      | 543     | 525     |
| Eltérés:       |       | +14,47 % | +5,64 % | -3,31 % |

| Év:            | 2023. | 2024.   |
| -------------- | ----- | ------- |
| Emberek száma: | 521   | 525     |
| Eltérés:       |       | +0,76 % |

1910-ben 413, túlnyomórészt szlovák lakosa volt.
2001-ben 529 lakosából 520 szlovák volt.
2011-ben 495 lakosából 486 szlovák.

## Nevezetességei
- Római katolikus temploma a 14. században épült gótikus stílusban, később többször átépítették, legutóbb a 20. században.

## Külső hivatkozások
- Községinfó
- Kiskeresnye Szlovákia térképén
- Rövid ismertető